# Iso Niittulampi
Iso Niittulampi eller Nuttulampi är en sjö i Finland. Den ligger i kommunen Sievi i landskapet Norra Österbotten, i den centrala delen av landet, 400 km norr om huvudstaden Helsingfors. Nuttulampi ligger 121,2 meter över havet. Arean är 16 hektar och strandlinjen är 1,82 kilometer lång. Sjön  ingår i Kalajoki älvs huvudavrinningsområde.   I omgivningarna runt Iso Niittulampi växer i huvudsak blandskog.